# Alexandru C. Cuza
Alexandru C. Cuza (Iaşi, 8 de noviembre de 1857-Sibiu, 3 de noviembre de 1947) fue un profesor universitario y político rumano, especialmente conocido por su antisemitismo.

## Carrera política
Profesor de economía política y finanzas en la Universidad de Iaşi, Cuza fue elegido diputado al parlamento rumano en 1892, permaneciendo en su escaño hasta 1938 cuando pasó a formar parte del Consejo de la Corona durante el periodo de dictadura real, salvo en el breve periodo 1927-1931.
De influencia limitada en las elecciones rumanas, sus seguidores se concentraban en el norte de Moldavia y, tras la Primera Guerra Mundial que supuso la anexión de Besarabia, también en esta región.
Su credo consistía en un conjunto de convicciones antisemitas que mantuvo durante toda su larga carrera política.

### Comienzos
Entre 1895 y 1923 participó en la creación de seis formaciones políticas. En la primera de ellas, la Liga Rumana contra el Alcoholismo (Liga Românã contra Alcoolismului), Cuza acusó a los judíos de fomentar al alcoholismo entre los cristianos para aumentar su mortalidad.
En 1910 se une al erudito rumano Nicolae Iorga para formar el Partido Democrático Nacional, que propugna medidas extremas, incluida la violencia, para limitar las influencias judías en el país. En 1919 se separa de Iorga y funda el Partido Democrático Nacional Cristiano, en 1922 la Unión Cristiana Nacional, que adopta como símbolo la esvástica, antes incluso que el partido nazi alemán, y en 1923, la Liga para la Defensa Nacional-Cristiana. En 1921 fue el principal defensor del futuro caudillo fascista Corneliu Zelea Codreanu, quién se enfrentaba a la expulsión de la Universidad de Iaşi por sus actos violentos contra los activistas de izquierdas, y logró que no fuese expulsado, lo que acrecentó el prestigio del joven entre los círculos de ultraderecha.
En el programa del partido de 1922, Cuza abogaba por la «lucha contra los judíos por todos los medios legales» y la eliminación de sus derechos. Según él, la solución del «problema judío» sólo se lograría con la expulsión del país de la población hebrea, tras un periodo en el que su influencia en el país quedaría totalmente eliminada. A la expulsión de Rumanía debía preceder un paso previo de concentración de la población judía en las ciudades y su expulsión del Ejército o de las escuelas públicas. Cuza y sus colaboradores tuvieron una considerable influencia entre la juventud rumana a través de sus puestos de profesores en las tres universidades rumanas del momento. De estas surgió durante la década un antisemitismo fascista más virulento que el propugnado por Cuza.
En 1926 las relaciones entre Cuza y el joven Codreanu, con cuyo padre había mantenido una relación casi familiar, se enfriaron ante el deseo del primer de convertir su nuevo partido en una fuerza notable en el parlamento mientras que Codreanu seguía propugnando las tácticas de violencia que le habían llevado a ser conocido. Cuza se mostraba como un exponente del antisemitismo del siglo XIX, más cercano al del famoso alcalde de Viena Karl Lueger que al de los nazis, de la derecha conservadora más que cercano a los nuevos fascistas.
Autor prolífico de obras antisemitas en forma de tratados, panfletos, artículos periodísticos o críticas literarias, su tema era siempre la acusación a los hebreos de cualquier mal que se tratase en la obra. Su antisemitismo fue tanto económico y social como "racial".

## Años treinta
En 1933 celebró el ascenso de Hitler al gobierno como una oportunidad de acabar con la «dominación» internacional judía.
En 1935 unió su formación con la del poeta Octavian Goga para crear el Partido Nacional Cristiano. El partido de Cuza defendía la eliminación total de los judíos, proponiendo medidas como la revisión de su nacionalidad, la expulsión de los inmigrantes posteriores a 1914, la expropiación de sus tierras, participaciones petroleras y propiedades urbanas, su expulsión del funcionariado, la implantación de numerus clausus, etc.

### En el Gobierno
A finales de 1937, tras el fracaso del primer ministro Gheorghe Tătărescu en lograr el 40 % de los votos que le aseguraban por ley la mayoría absoluta en el Parlamento, la formación de Goga y Cuza recibió el encargo del rey de formar Gobierno, a pesar de no haber alcanzado el 10 % de los votos y quedar cuarta en las elecciones. El rey escogió a la formación como rival en extremismo de la Guardia de Hierro a la vez que firmemente monárquica y partidaria del gobierno autoritario. Se nombró a Cuza ministro sin cartera, mientras que su hijo Gheorghe ingresó en el gabinete como ministro de Trabajo.
Ante el acuerdo electoral a comienzos de 1938 entre Goga y Codreanu, que se alcanzó sin el permiso del monarca, este despidió a Goga y Cuza y estableció una dictadura real.
Falleció el 3 de noviembre de 1947 en Sibiu.